# Sanming
Sanming (chinois : 三明 ; pinyin : Sānmíng) est une ville de la province du Fujian en Chine.

## Géographie
Elle est située au creux d'une vallée de montagne.

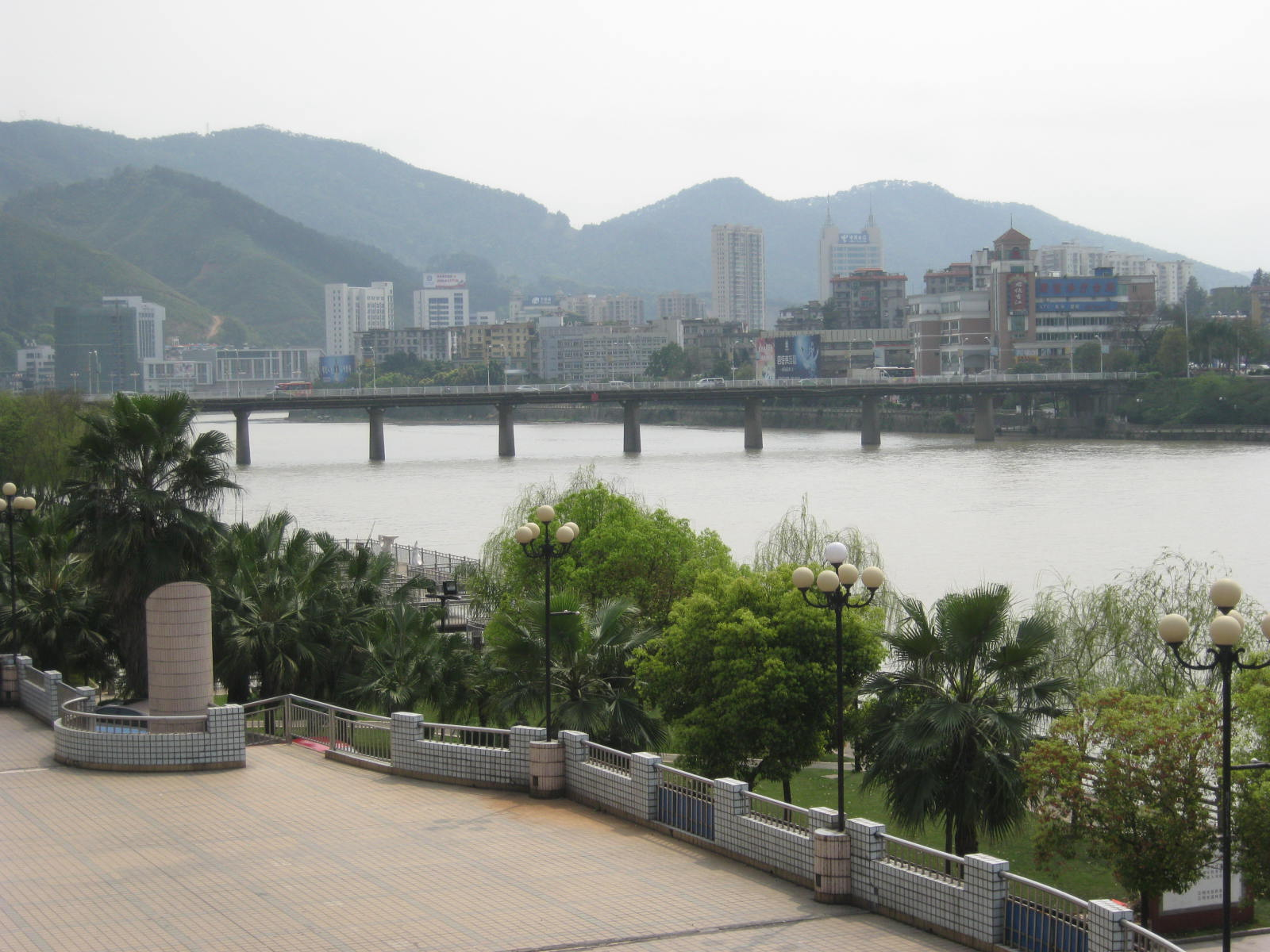
Pont Liedong

## Démographie
Sa population urbaine est d'environ 250 000 habitants, pour une population totale de 2,7 millions d'habitants.

## Économie
Parmi ses activités les plus importantes, on trouve la production d'électricité et d'acier (aciérie de 20 000 employés).

## Subdivisions administratives
La ville-préfecture de Sanming exerce sa juridiction sur douze subdivisions - deux districts, une ville-district et neuf xian :
- Le district de Meilie - 梅列区 Méiliè Qū ;
- Le district de Sanyuan - 三元区 Sānyuán Qū ;
- La ville de Yong'an - 永安市 Yǒng'ān Shì ;
- Le xian de Mingxi - 明溪县 Míngxī Xiàn ;
- Le xian de Qingliu - 清流县 Qīngliú Xiàn ;
- Le xian de Ninghua - 宁化县 Nínghuà Xiàn ;
- Le xian de Datian - 大田县 Dàtián Xiàn ;
- Le xian de Youxi - 尤溪县 Yóuxī Xiàn ;
- Le xian de Sha - 沙县 Shā Xiàn ;
- Le xian de Jiangle - 将乐县 Jiānglè Xiàn ;
- Le xian de Taining - 泰宁县 Tàiníng Xiàn ;
- Le xian de Jianning - 建宁县 Jiànníng Xiàn.